# Microsoft Office 2007
Microsoft Office 2007, under betatestningen känt som Office 12, är en version av Microsoft Office för Windows som släpptes 2006. Windows-versioner som stöds är Windows XP (med Service Pack 2 eller högre), Windows Server 2003 (med Service Pack 1 eller högre), Windows Vista eller Windows 7.

## Utgåvor
Microsoft Office 2007 finns i följande utgåvor:
| Program och funktioner | Basic         | Hem och student | Standard | Small Business | Professional | Ultimate | Professional Plus | Enterprise |
| ---------------------- | ------------- | --------------- | -------- | -------------- | ------------ | -------- | ----------------- | ---------- |
| Word                   | Ja            | Ja              | Ja       | Ja             | Ja           | Ja       | Ja                | Ja         |
| Excel                  | Ja            | Ja              | Ja       | Ja             | Ja           | Ja       | Ja                | Ja         |
| PowerPoint             | Endast Viewer | Ja              | Ja       | Ja             | Ja           | Ja       | Ja                | Ja         |
| OneNote                | Nej           | Ja              | Nej      | Nej            | Nej          | Ja       | Nej               | Ja         |
| Outlook                | Ja            | Nej             | Ja       | Ja             | Ja           | Ja       | Ja                | Ja         |
| Publisher              | Nej           | Nej             | Nej      | Ja             | Ja           | Ja       | Ja                | Ja         |
| Access                 | Nej           | Nej             | Nej      | Nej            | Ja           | Ja       | Ja                | Ja         |
| Communicator1          | Nej           | Nej             | Nej      | Nej            | Nej          | Nej      | Ja1               | Ja1        |
| InfoPath               | Nej           | Nej             | Nej      | Nej            | Nej          | Ja       | Ja                | Ja         |
| Groove                 | Nej           | Nej             | Nej      | Nej            | Nej          | Ja       | Nej               | Ja         |
| Project                | Nej           | Nej             | Nej      | Nej            | Nej          | Nej      | Nej               | Nej        |
| Visio                  | Nej           | Nej             | Nej      | Nej            | Nej          | Nej      | Nej               | Nej        |

Noteringar:
1 Denna funktion tillkom med Service Pack 2.[källa behövs]

### Microsoft Office 2007 Bonus Pack
Utöver dessa versioner finns det också ett "bonus-paket" till Office 2007 kallat Microsoft Office 2007 Bonus Pack.[källa behövs] Paketet kommer att innehålla några extra funktioner såsom ett utökat Clip Art-galleri, ett XML-baserat ritprogram (liknande det i OpenOffice.org), ett text-till-tal-program, ytterligare teman, och så vidare.

## Service Pack
Service Pack 1 (SP1) lanserades 8 december 2007.
Service Pack 2 (SP2) lanserades 24 april 2009.
Service Pack 3 (SP3) lanserades 25 oktober 2011.

## Systemkrav
- Windows XP (med Service Pack 2 eller högre), Windows Server 2003 (med Service Pack 1 eller högre), Windows Vista eller Windows 7
- Minst 500 MHz (0.5 GHz) processor
- Minst 256 MB RAM1
- Minst 1 024 × 768 i skärmupplösning
- Minst 1,5 GB ledigt utrymme på hårddisken2

1 512 MB RAM eller mer rekommenderas för snabbsökning i Outlook. Grammatikkontroll och sammanhangsbaserad stavningskontroll i Word aktiveras inte om datorn inte har minst 1 GB minne.

2 En del av detta diskutrymme frigörs efter installationen om det ursprungliga hämtade paketet tas bort från hårddisken.